# Capparis fohaiensis
Capparis fohaiensis är en kaprisväxtart som beskrevs av Bi Sin Sun. Capparis fohaiensis ingår i släktet Capparis och familjen kaprisväxter. Inga underarter finns listade i Catalogue of Life.